# Schloss Kunštát
Das Schloss Kunštát (deutsch: Kunstadt) in der gleichnamigen Stadt Kunštát im Okres Blansko gehört zur südmährischen Region in Tschechien.

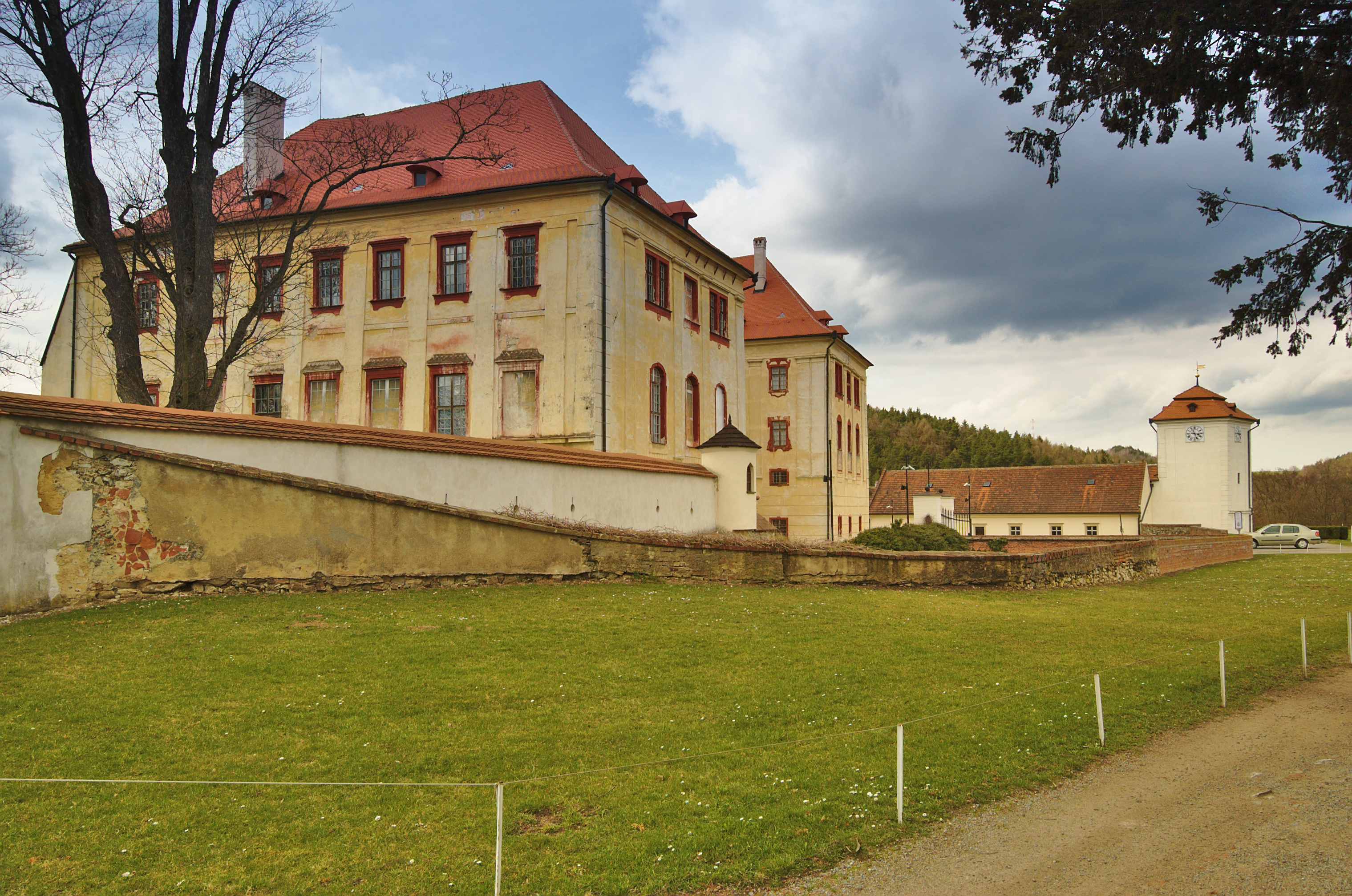
Schloss Kunstadt

Das Schloss Kunstadt entstand aus der Burg Kunstadt, die erstmals für das Jahr 1360 belegt ist. Sie wurde unter dem böhmischen König Georg von Podiebrad, dem Kunstadt seit 1448 gehörte, umfassend erweitert und Mitte des 16. Jahrhunderts im Stil der Renaissance umgebaut. An ihrer Stelle errichtete Johann Maximilian von Lamberg 1680 ein zweigeschossiges, rechteckiges Barockschloss, wobei Teile der alten Burg und des Renaissancebaus beibehalten wurden. Nach mehreren Besitzerwechseln gehörte das Schloss seit 1901 der Familie von Coudenhove-Honrichs. Sie wurde 1945 enteignet; das Schloss ging in staatlichen Besitz über. Heute ist es unter der Verwaltung des Nationalamts für Denkmalschutz.